# Love Is the Message
Love Is the Message es el segundo álbum de la banda del sello Philadelphia International Records, MFSB. Fue publicado en diciembre de 1973.

## Diseño de portada
La portada del álbum, diseñada por Bart Forbes, presentaba un cráneo humano con un casco militar, junto con una esvástica, un perro, una nube en forma de hongo y un miembro del Ku Klux Klan entre las imágenes. Todd “Stereo” Williams, contribuidor de Consequence, describió la ilustración como “un arte distintivo que casi iba en contra de la pulida y suave música”.

## Recepción de la crítica
Un escritor no especificado de la revista Record World señaló que “los fabulosos instrumentistas que hacen los respaldos de Kenny Gamble y Leon Huff y sus exitosos grupos salen al frente en su excelente nuevo álbum”. Un escritor no especificado de la revista Cash Box declaró: “Creados con un pesado movimiento perpetuo en mente, estos elegantes instrumentos [...] son justo lo que el médico recetó para un caso de blues. Los acentos de jazz sobre los patrones rítmicos de Filadelfia intensamente funky son prominentes en «Love Is the Message»”.

## Revisión retrospectiva
En una reseña en retrospectiva para AllMusic, Jason Birchmeier declaró: “Love Is the Message: The Best of MFSB de Sony sigue siendo el mejor y más disponible escaparate de los influyentes logros de este grupo como grupo proto-disco, mientras que este álbum es posiblemente su lanzamiento no recopilatorio más sólido y uno de los momentos brillantes de Kenny Gamble y Leon Huff”. El crítico de The Second Disc, Joe Marchese, calificó «TSOP (The Sound of Philadelphia)» como la “pièce de résistanceis” del álbum, añadiendo: “Los patrones de batería distintivos de Earl Young anclan el sonido orquestal amplio y exuberante, con amplios focos para el bajo y la guitarra, además de las voces dulces, suaves y conmovedoras (¡De the Three Degrees!). La melodía pegadiza y bailable, por supuesto, es tan irresistible como cualquier otra”.

## Lista de canciones
| Lado uno |                        |                           |                          |          |  |
| N.º      | Título                 | Escritor(es)              | Productor(es)            | Duración |  |
| 1.       | «Zack's Fanfare»       | Burton Lane Frank Loesser | Kenneth Gamble Leon Huff | 0:23     |  |
| 2.       | «Love Is the Message»  | Kenneth Gamble Leon Huff  | Kenneth Gamble Leon Huff | 6:35     |  |
| 3.       | «Cheaper to Keep Her»  | Mack Rice                 | Kenneth Gamble Leon Huff | 6:52     |  |
| 4.       | «My One and Only Love» | Guy Wood Robert Mellin    | Vince Montana            | 4:34     |  |

| Lado dos |                                                                                |                           |                          |          |  |
| N.º      | Título                                                                         | Escritor(es)              | Productor(es)            | Duración |  |
| 1.       | «TSOP (The Sound of Philadelphia)» (Theme from the television show Soul Train) | Gamble Huff               | Kenneth Gamble Leon Huff | 3:43     |  |
| 2.       | «Zack's Fanfare (I Hear Music)»                                                | Lane Loesser              | Kenneth Gamble Leon Huff | 0:50     |  |
| 3.       | «Touch Me in the Morning»                                                      | Michael Masser Ron Miller | Kenneth Gamble Leon Huff | 6:21     |  |
| 4.       | «Bitter Sweet»                                                                 | Bruce Hawes Jack Faith    | Bruce Hawes Jack Faith   | 5:26     |  |

- Los lados uno y dos fueron combinados como pista 1–8 en la reedición de CD.

| Bonus tracks (2012 Big Break Records reissue) |                                                        |          |  |
| N.º                                           | Título                                                 | Duración |  |
| 9.                                            | «Love Is the Message» (Single Version)                 | 2:38     |  |
| 10.                                           | «TSOP (The Sound of Philadelphia)» (A Tom Moulton Mix) | 5:44     |  |
| 11.                                           | «Love Is the Message» (A Tom Moulton Mix)              | 11:24    |  |

## Créditos y personal
Créditos adaptados desde las notas de álbum de Love Is the Message.
Personal técnico
- Kenneth Gamble – productor (1–3, 5–7)
- Leon Huff – productor (1–3, 5–7)
- Vince Montana – productor (4)
- Bruce Hawes – productor (8)
- Jack Faith – productor (8)
- Joe Tarsia – ingeniero de audio
- Ed Lee – director artístico
- Bart Forbes – ilustración
- Don Hunstein – fotografía de contraportada
- Dede Dabney – notas de álbum

## Posicionamiento

### Gráfica semanal
| Gráfica (1974)                            | Pico de posición |
| ----------------------------------------- | ---------------- |
| Australia (Kent Music Report)             | 55               |
| Canadá (RPM Top Albums)                   | 6                |
| Estados Unidos (Billboard Top LPs & Tape) | 4                |
| Estados Unidos (Billboard Soul LPs)       | 1                |
| Estados Unidos (Billboard Jazz LPs)       | 4                |

### Gráfica de fin de año
| Gráfica (1974)                            | Pico de posición |
| ----------------------------------------- | ---------------- |
| Canadá (RPM Top Albums)                   | 52               |
| Estados Unidos (Billboard Top LPs & Tape) | 51               |
| Estados Unidos (Billboard Soul LPs)       | 7                |
| Estados Unidos (Billboard Jazz LPs)       | 27               |

## Certificaciones y ventas
| País                  | Certificación | Ventas    |
| --------------------- | ------------- | --------- |
| Estados Unidos (RIAA) | Oro           | 1 000 000 |